# Cratere Beketov
Beketov è un cratere lunare di 8,3 km situato nella parte nord-orientale della faccia visibile della Luna.